# Ditaxis mercurialina
Ditaxis mercurialina là một loài thực vật có hoa trong họ Đại kích. Loài này được (Nutt.) J.M.Coult. mô tả khoa học đầu tiên năm 1894.